# اچ‌دی ۸۸۸۰۹
اچ‌دی ۸۸۸۰۹ یک ستاره است که در صورت فلکی تلمبه قرار دارد.